# Compuestos no estequiométricos

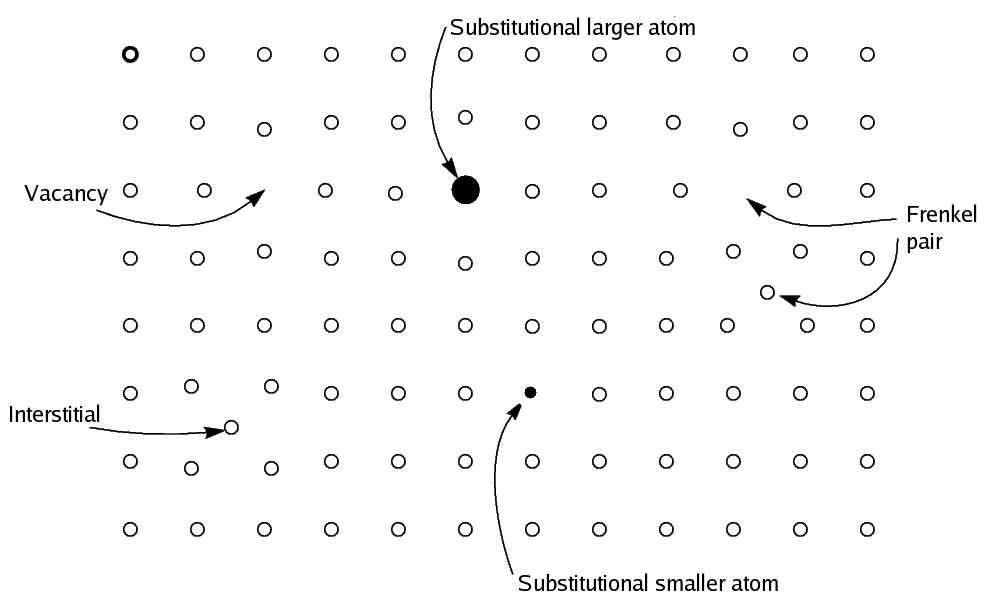
Origen del fenómeno del título del artículo en defectos cristalográficos. Se muestra un corte bidimensional a través de un sistema cristalino cúbico primitivo que muestra la disposición cuadrada regular de átomos en una cara (círculos abiertos, o), y con éstos, lugares donde faltan átomos de un sitio regular para crear vacantes, desplazados a un espacio aceptable adyacente para crear un par de Frenkel, o sustituidos por un átomo más pequeño o más grande que no se ve normalmente (círculos cerrados, -), en cada caso resultando en un material que se mueve hacia ser mensurablemente no estequiométrico.

Los compuestos no estequiométricos o bertólidos son un tipo de compuestos químicos en los cuales los elementos que los forman no mantienen proporciones simples y enteras, sino mixtas y variables. El nombre de bertólidos proviene del químico francés Claude Louis Berthollet, quien mantuvo una larga polémica con el también químico francés Louis Proust sobre la composición de las sustancias. Proust acabó prevaleciendo en su definición de compuestos estequiométricos, los más frecuentes, y enunció la ley de las proporciones definidas, fundamental para que el químico inglés John Dalton elaborara su teoría atómica. Los compuestos estequiométricos se denominan también daltónidos.	
Mientras los compuestos que forman moléculas discretas cumplen la ley de Proust, en sólidos no moleculares con estructuras cristalográficas definidas pueden aparecer defectos por ausencia, reemplazo o cambio en el estado de oxidación de alguno de los elementos. Sólo afectan a las proporciones aquellas imperfecciones llamadas no estequiométricas, y que aparecen sobre todo en óxidos y sulfuros de metales de transición debido a la capacidad del metal de existir en más de un estado de oxidación. 	
El caso más conocido es el del óxido de hierro, FeO, constituido por un empaquetamiento cúbico compacto de iones óxido con todos los huecos octaédricos llenos en principio de iones Fe2+. En realidad algunos de los sitios están vacantes, mientras otros, los suficientes para mantener la neutralidad eléctrica, contienen iones Fe3+, con lo que la estequiometría real se sitúa entre Fe0,84O y Fe0,95O. Otro ejemplo clásico es el del óxido de titanio, TiO, que presenta composiciones variables entre Ti0,74O y Ti1,67O dependiendo de la presión del oxígeno gaseoso usado al preparar el material. Otros compuestos como el NaCl y el CdO, a pesar de no tener metales con varios números de oxidación pueden dar lugar también a este tipo de defectos.	
Las imperfecciones, aunque tienen poca influencia en las propiedades químicas de la sustancia, sí pueden afectar crucialmente a sus propiedades físicas, como las eléctricas, magnéticas, ópticas y mecánicas. Los defectos que resultan de la presencia de impurezas constituyen la base de la tecnología electrónica del estado sólido, como por ejemplo la de los semiconductores. Un ejemplo es el cristal de germanio, que puede contaminarse con trazas de galio o arsénico creando huecos o partículas electrónicas que definen las bandas de semiconducción de carga. 